# Meteorium illecebraria
Meteorium illecebraria är en bladmossart som beskrevs av Brotherus 1906. Meteorium illecebraria ingår i släktet Meteorium och familjen Meteoriaceae. Inga underarter finns listade i Catalogue of Life.